# Белендорф
Белендорф (нім. Behlendorf) — громада в Німеччині, розташована в землі Шлезвіг-Гольштейн. Входить до складу району Герцогство Лауенбург. Складова частина об'єднання громад Беркентін.
Площа — 10,25 км2. Населення становить 390 ос. (станом на 31 грудня 2020).

## Галерея

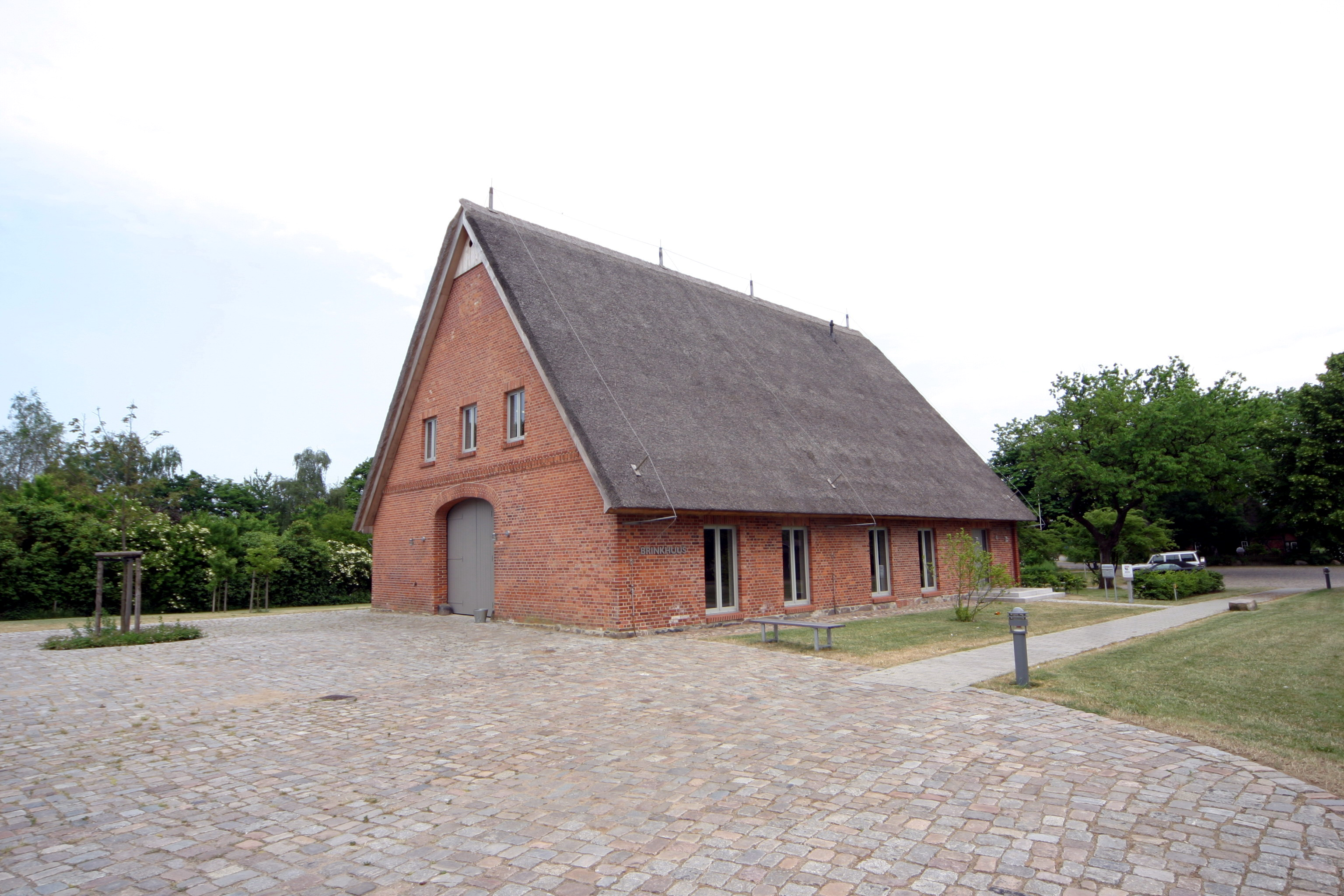